# Sociedad Deportiva Cultural San Antonio
Le Sociedad Deportiva Cultural San Antonio, également connu sous le nom de Portland San Antonio pour des raisons de sponsoring, est un ancien club de handball basé à Pampelune en Espagne. 
Grâce au parrainage entre 1997 et 2009 du cimentier Cementos Portland (es), le Portland San Antonio était l'un des meilleurs clubs d'Espagne et d'Europe pendant cette période, remportant notamment une Ligue des champions en 2001, deux Coupes des Coupes et deux Championnats d'Espagne.
À l'été 2012, les difficultés financières rencontrées par le club le conduisent à renoncer à son engagement en Liga Asobal,. Accusant une dette de 2,8 millions €, le club disparaît officiellement en avril 2013, faisant suite à la disparition du Teka Santander en 2008 et anticipant celle de l'Atlético de Madrid (ex Ciudad Real), deux autres clubs les plus importants d'Espagne et d'Europe.

## Palmarès
Compétitions internationales
- Ligue des champions
  - Vainqueur (1) : 2001
  - Finaliste (2) : 2003 et 2006
- Coupe des vainqueurs de coupe
  - Vainqueur (2) : 2000 et 2004
- Supercoupe d'Europe
  - Vainqueur (1) : 2000
  - Finaliste (1) : 2001

Compétitions nationales
- Championnat d'Espagne
  - Vainqueur (2) : 2002 et 2005
  - Vice-champion (3) : 1998, 2000 et 2007
- Coupe d'Espagne
  - Vainqueur (2) : 1999 et 2001
  - Finaliste (1) : 1998
- Supercoupe d'Espagne
  - Vainqueur (3) : 2001, 2002, 2005
- Coupe ASOBAL
  - Finaliste (6) : 2000, 2001, 2002, 2005, 2006 et 2007

## Personnalités liées au club
Parmi les joueurs ayant évolué au club, on trouve :
- Ivano Balić : de 2004 à 2008
- Lasse Boesen : de 2003 à 2006
- Alexandru Buligan : de 1995 à 2002
- Davor Dominiković : de 2006 à 2010
- Mateo Garralda : de 1999 à 2006
- Gedeón Guardiola : de 2009 à 2012
- Eduardo Gurbindo : de 2003 à 2007
- José Javier Hombrados : de 2000 à 2002
- Kasper Hvidt : de 2004 à 2007
- Mikhaïl Iakimovitch : de 1999 à 2004
- Oleg Kisselev : de 1997 à 2004
- Lars T. Jørgensen : de 2004 à 2009
- Nedeljko Jovanović : de 2001 à 2004
- Kristian Kjelling : de 2006 à 2009
- Demetrio Lozano : de 2004 à 2007
- Cristian Malmagro : de 2007 à 2010
- Ambros Martín : de 1997 à 2003
- Juancho Pérez : de 2001 à 2009
- Jackson Richardson : de 2000 à 2005
- Albert Rocas : de 2003 à 2007
- Carlos Ruesga : de 2005 à 2010
- Danijel Šarić : de 2008 à 2009
- Tomas Svensson : de 2005 à 2009
- Renato Vugrinec : de 2006 à 2009

Parmi les entraîneurs du club, on trouve :
- ? : avant 1988
- Zupo Equisoain (es) : de 1988 à 1993
- ? : de 1993 à 1995
- Zupo Equisoain (es) : de 1995 à 2007
- Javier Cabanas (es) : de 2007 à 2008
- ? : après 2008